# Roger Collins
Pour les articles homonymes, voir Collins.
Roger J. H. Collins (né le 2 septembre 1949) est un médiéviste britannique, spécialiste du haut Moyen Âge et de l'Espagne médiévale. Il est notamment connu pour ses travaux sur les Wisigoths et les Basques.

## Biographie
Roger Collins étudie à l'université d'Oxford (The Queen's College et St Cross College (en)) puis enseigne l'histoire antique et médiévale à l'université de Liverpool et à l'université de Bristol. Depuis 1994, il est professeur à l'université d'Edimbourg.

## Ouvrages sélectifs
- Early Medieval Spain : Unity in Diversity, 400–1000 (London : Macmillans, 1983, 2e ed. 1995)
- The Basques (Oxford : Blackwell, 1986, 2e ed. 1990)
- The Arab Conquest of Spain, 710–797 (Oxford : Blackwell, 1989, 2e ed. 1994)
- Early Medieval Europe, 300–1000 (London : Macmillans, 1991, 2e ed. 1999, 3e ed. 2010)
- Law, Culture and Regionalism in Early Medieval Spain (Aldershot : Variorum, 1992)
- (with Judith McClure) Bede's Ecclesiastical History : Introduction and notes, together with translations of Bede's Letter to Egbert and his Greater Chronicle (Oxford : Oxford University Press World's Classics, 1994, 2e ed. 1996)
- Fredegar (Aldershot : Variorum, 1996)
- Oxford Archaeological Guide to Spain (Oxford : Oxford University Press, 1998)
- Charlemagne (London : Macmillans, 1998)
- Visigothic Spain, 409–711 (Oxford : Blackwell, 2004, 2e ed. John Wiley & Sons, 2008  (ISBN 0470754567))
  - trad. espagnole : La España visigoda, 409–711 (Barcelona : Crítica, 2005,  (ISBN 84-8432-636-5))
- Keepers of the Keys of Heaven : A History of the Papacy (New York : Basic Books, 2009)

- Édité avec Patrick Wormald et Donald Bullough : Ideal and Reality in Frankish and Anglo-Saxon Society : Studies presented to Professor J.M. Wallace-Hadrill (Oxford : Blackwell, 1983)
- Édité avec Peter Goldman : Charlemagne's Heir : New Approaches to the Reign of Louis the Pious (Oxford : Oxford University Press, 1990)
- Édité avec Anthony Goodman : Medieval Spain : Culture, Conflict and Coexistence (Basingstoke and New York : Palgrave-Macmillan, 2002)